# سلطة (نقد نصي)
سلطة نص هي درجة وتوقيته كشاهد لما نواه المؤلف أن يكون. قد يكون للمؤلف نية أولية أو متوسطة أو نهائية أرادها للنص، لكن محرري النية يحاولون عادة الوصول إلى النية النهائية التي أرادها المؤلف للنص. وهذه الفكرة مهمة للنقاد النصيين حتى لو ظنوا أن الرجوع للنص الأصلي مستحيل.

## أمثلة عن سلطة نص
- يعتقد أن إحدى طبعات هاملت لشكسبير نسخة مسروقة كتبها أحد الممثلين من ذاكرته، وفي هذه الحالة لها بعض السلطة ولكن أقل بكثير من الطبعة الرسمية.
- لكتاب مذكرات أصلي سلطة كاملة.
- مذكرات هتلر المزورة ليس لها أي سلطة لمؤلفها المدعى هتلر لكن لها سلطة كشاهد على نوايا الشخص الذي زورها.